# Hanford (Washington)

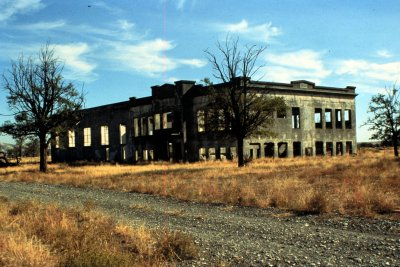
Ruine der Hanford High School

Hanford ist eine ehemalige Kleinstadt im Südosten des US-Bundesstaats Washington am Columbia River gelegen. Die Siedlung wurde 1943 zusammen mit dem nahegelegenen White Bluffs abgesiedelt, um die Hanford Site einzurichten, eine nukleare Wiederaufarbeitungsanlage, sowie Reaktoranlagen zur Plutoniumproduktion im Rahmen des Manhattan-Projekts. Nach der Stilllegung der Einrichtung gehört ein Teil des ehemaligen Stadtgebiets jetzt zum Naturschutzgebiet Hanford Reach National Monument.
Als einziges Gebäude blieb die High School (▼) erhalten. Das Gebäude steht noch heute und zeigt deutliche Spuren der Nutzung als Trainingsgelände für den Häuserkampf durch den Sicherheitsdienst der kerntechnischen Anlage.